# Anisoperas excurvata
Anisoperas excurvata är en fjärilsart som beskrevs av Paul Dognin 1917. Anisoperas excurvata ingår i släktet Anisoperas och familjen mätare. Inga underarter finns listade i Catalogue of Life.